# 2013 ワールド・ベースボール・クラシック A組
2013 ワールド・ベースボール・クラシック A組（福岡ラウンド）（英語：2013 World Baseball Classic Pool A Fukuoka）は、ワールド・ベースボール・クラシック第3回大会の、福岡で開催される1次リーグ。2013年3月2日から3月6日までの日程で、福岡 ヤフオク!ドームで開催された。

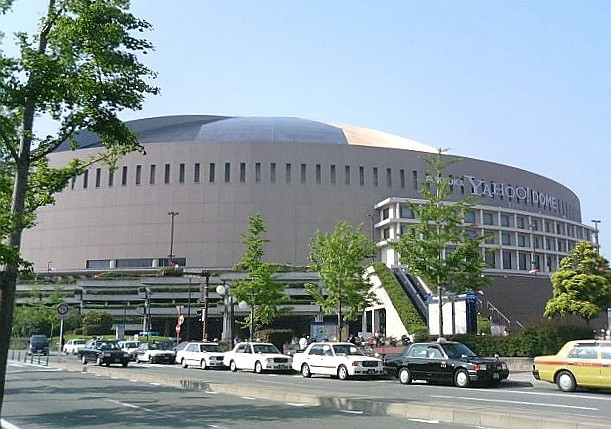
福岡 ヤフオク!ドーム

## 大会概要
日本、キューバ、中華人民共和国、ブラジルの4代表が出場。各1回の総当り戦を行い、上位2チームが東京の東京ドームで行われる第2ラウンドへ出場する。
- GAME 1: 3月2日（土）19:00 日本 vs ブラジル
- GAME 2: 3月3日（日）12:30 キューバ vs ブラジル
- GAME 3: 3月3日（日）19:00 中国 vs 日本
- GAME 4: 3月4日（月）16:30 中国 vs キューバ
- GAME 5: 3月5日（火）17:00 ブラジル vs 中国
- GAME 6: 3月6日（水）19:00 日本 vs キューバ

## 試合結果

### 第1日目（3月2日）：ゲーム1
試合開始時刻：19:00 （試合時間：3時間20分、入場者数：28,181人）
| 日本 | 5 - 3 | ブラジル |

|          | 1 | 2 | 3 | 4 | 5 | 6 | 7 | 8 | 9 | R | H | E |
| -------- | - | - | - | - | - | - | - | - | - | - | - | - |
| 日本     | 0 | 0 | 1 | 1 | 0 | 0 | 0 | 3 | 0 | 5 | 7 | 1 |
| ブラジル | 1 | 0 | 0 | 1 | 1 | 0 | 0 | 0 | 0 | 3 | 9 | 0 |

1. 日：田中将大、杉内俊哉、〇攝津正、能見篤史、（S）牧田和久 - 相川亮二、阿部慎之助
2. ブ：ラファエル・フェルナンデス、ムリロ・ゴウベイア、●仲尾次オスカル、ケズレイ・コンドウ、エルネスト・ノリス - ディエゴ・フランカ
3. 勝利：攝津正 （1勝0敗0セーブ）
4. セーブ：牧田和久 （0勝0敗1セーブ）
5. 敗戦：仲尾次オスカル （0勝1敗0セーブ）

試合概要

### 第2日目（3月3日）：ゲーム2
試合開始時刻：12:30 （試合時間：3時間22分、入場者数：4,003人）
| キューバ | 5 - 2 | ブラジル |

|          | 1 | 2 | 3 | 4 | 5 | 6 | 7 | 8 | 9 | R | H | E |
| -------- | - | - | - | - | - | - | - | - | - | - | - | - |
| キューバ | 0 | 0 | 0 | 0 | 2 | 3 | 0 | 0 | 0 | 5 | 8 | 1 |
| ブラジル | 0 | 0 | 0 | 0 | 0 | 2 | 0 | 0 | 0 | 2 | 6 | 1 |

1. キ：〇イスメル・ヒメネス、フレディ・アルバレス、（S）ライセル・イグレシアス – エリエル・サンチェス、フランク・モレホン
2. ブ：●アンドレ・リエンゾ、エルネスト・ノリス、ガブリエル・アサクラ、金伏ウーゴ、ケズレイ・コンドウ、吉村健二、チアゴ・ビエイラ – ディエゴ・フランカ、平田ブルーノ
3. 勝利：イスメル・ヒメネス （1勝0敗0セーブ）
4. セーブ：ライセル・イグレシアス （0勝0敗1セーブ）
5. 敗戦：アンドレ・リエンゾ （0勝1敗0セーブ）

試合概要

### 第2日目（3月3日）：ゲーム3
試合開始時刻：19:00 （試合時間：2時間57分、入場者数：13,891人）
| 中国 | 2 - 5 | 日本 |

|      | 1 | 2 | 3 | 4 | 5 | 6 | 7 | 8 | 9 | R | H | E |
| ---- | - | - | - | - | - | - | - | - | - | - | - | - |
| 中国 | 0 | 0 | 0 | 0 | 0 | 0 | 0 | 0 | 2 | 2 | 3 | 2 |
| 日本 | 0 | 1 | 0 | 0 | 4 | 0 | 0 | 0 | x | 5 | 6 | 0 |

1. 中：●羅夏、朱大衛、陳坤、楊海帆、李帥、呂建剛 - 王偉
2. 日：〇前田健太、内海哲也、涌井秀章、澤村拓一、山口鉄也 - 阿部慎之助、炭谷銀仁朗
3. 勝利：前田健太 （1勝0敗0セーブ）
4. 敗戦：羅夏 （0勝1敗0セーブ）

試合概要

### 第3日目（3月4日）：ゲーム4
試合開始時刻：16:30 （試合時間：2時間38分、入場者数：3,123人）
| 中国 | 0 - 12 | キューバ |

|          | 1 | 2 | 3 | 4 | 5 | 6 | 7 | 8 | 9 | R  | H  | E |
| -------- | - | - | - | - | - | - | - | - | - | -- | -- | - |
| 中国     | 0 | 0 | 0 | 0 | 0 | 0 | 0 | - | - | 0  | 3  | 2 |
| キューバ | 1 | 0 | 1 | 4 | 6 | 0 | x | - | - | 12 | 15 | 0 |

1. 中：●李鑫、劉宇、冉松 - 孟偉強
2. キ：〇ダニー・ベタンコート、ヤディエル・ペドロソ、ガルシア、アレクサンデル・ロドリゲス - エリエル・サンチェス、フランク・モレホン
3. 勝利：ダニー・ベタンコート （1勝0敗0セーブ）
4. 敗戦：李鑫 （0勝1敗0セーブ）
5. 本塁打
キ：アレクセイ・ベル1号2ラン（4回、李鑫）、ホセ・アブレイユ1号満塁（5回、劉宇）

試合概要
キューバが7回に中国に10点差をつけたため、コールドゲームが成立した。

### 第4日目（3月5日）：ゲーム5
試合開始時刻：17:00 （試合時間：3時間12分、入場者数：3,110人）
| ブラジル | 2 - 5 | 中国 |

|          | 1 | 2 | 3 | 4 | 5 | 6 | 7 | 8 | 9 | R | H | E |
| -------- | - | - | - | - | - | - | - | - | - | - | - | - |
| ブラジル | 0 | 1 | 0 | 0 | 0 | 0 | 1 | 0 | 0 | 2 | 6 | 0 |
| 中国     | 0 | 0 | 0 | 0 | 0 | 0 | 0 | 5 | X | 5 | 6 | 1 |

1. ブ：仲尾次オスカル、●ムリロ・ゴウベイア、チアゴ・ビエイラ、金伏ウーゴ、ダニエル・ミサキ - ディエゴ・フランカ
2. 中：卜濤、孟慶遠、〇呂建剛 - 王偉
3. 勝利：呂建剛 （1勝0敗0セーブ）
4. 敗戦：ムリロ・ゴウベイア （0勝1敗0セーブ）

試合概要

### 第5日目（3月6日）：ゲーム6
試合開始時刻：19:00 （試合時間：3時間39分、入場者数：26,860人）
| 日本 | 3 - 6 | キューバ |

|          | 1 | 2 | 3 | 4 | 5 | 6 | 7 | 8 | 9 | R | H  | E |
| -------- | - | - | - | - | - | - | - | - | - | - | -- | - |
| 日本     | 0 | 0 | 0 | 0 | 0 | 0 | 0 | 0 | 3 | 3 | 7  | 0 |
| キューバ | 0 | 0 | 1 | 1 | 0 | 1 | 0 | 3 | X | 6 | 10 | 1 |

1. 日：●大隣憲司、田中将大、澤村拓一、森福允彦、今村猛 - 阿部慎之助、相川亮二
2. キ：〇ウィルベル・ペレス、ヤンデル・ゲバラ、ディオスダニ・カスティーヨ、ノルベルト・ゴンサレス、ライセル・イグレシアス、ダリエン・ヌニェス、ブラディミール・ガルシア - エリエル・サンチェス、フランク・モレホン
3. 勝利：ウィルベル・ペレス （1勝0敗0セーブ）
4. 敗戦：大隣憲司 （0勝1敗0セーブ）
5. 本塁打
キ：ヤズマニー・トマス1号ソロ（3回、大隣憲司）、アルフレド・デスパイネ1号3ラン（8回、今村猛）

試合概要

## 最終順位
| 順位 | 国・地域 | 勝 | 負 | 得点 | 失点 | 差  |
| ---- | -------- | -- | -- | ---- | ---- | --- |
| 1    | キューバ | 3  | 0  | 23   | 5    | +18 |
| 2    | 日本     | 2  | 1  | 13   | 11   | +2  |
| 3    | 中国     | 1  | 2  | 7    | 19   | -12 |
| 4    | ブラジル | 0  | 3  | 7    | 15   | -8  |

結果は、キューバ代表が3連勝し、1位で2次ラウンド進出。2位には、2勝1敗で日本代表が入り2次ラウンド進出を決めた。

## テレビ・ラジオ中継

### 日本国内での放送

#### テレビ中継
日本戦の放送日程は以下の通り。
日本代表壮行試合
- オーストラリア戦（2月23日）
  - テレビ朝日系列

放送時間：18:30-21:59（1時間5分延長）
実況：清水俊輔 解説:工藤公康、古田敦也 ゲスト:中居正広（SMAP。侍ジャパン公認サポーター）
- オーストラリア戦（2月24日）
  - TBS系列

放送時間：18:30-22:29（1時間5分延長）
実況：初田啓介 解説:槙原寛己、桑田真澄 ゲスト:中居正広（SMAP。侍ジャパン公認サポーター）

強化試合
- 阪神タイガース戦（2月26日）
  - テレビ朝日系列

放送時間：19:00-21:54[注 1]
実況：清水俊輔 解説:工藤公康、古田敦也 ゲスト:中居正広（SMAP。侍ジャパン公認サポーター）
  - J SPORTS1

放送時間：18:45-23:00

- 読売ジャイアンツ戦（2月28日）
  - TBS系列

放送時間：18:30-22:44（1時間50分延長）
実況：林正浩 解説:槙原寛己、桑田真澄 ゲスト:中居正広（SMAP。侍ジャパン公認サポーター）
  - J SPORTS1

放送時間：18:45-23:00

本大会
- GAME1
  - テレビ朝日系列

放送時間：18:30-22:39（1時間45分延長）
実況：清水俊輔 解説:工藤公康、古田敦也 侍ジャパン公認サポーター:中居正広（SMAP） 進行役:宇賀なつみ
  - J SPORTS3

放送時間：18:15-23:00

- GAME3
  - テレビ朝日系列

放送時間：18:30-22:14（1時間20分延長）
実況：清水俊輔 解説:工藤公康、古田敦也 侍ジャパン公認サポーター:中居正広（SMAP）
- J SPORTS2
放送時間：18:30-23:00

- GAME6
  - TBS系列

放送時間：18:30-22:54
実況：初田啓介 解説:衣笠祥雄、桑田真澄 侍ジャパン公認サポーター:中居正広（SMAP）
  - J SPORTS1

放送時間：18:30-23:00

#### ラジオ中継
- GAME6
  - ニッポン放送（NRN系列）、九州朝日放送、岐阜放送

放送時間：18:55-試合終了まで放送。
実況:師岡正雄 解説:田尾安志